# كليو بيريس
كليو بيريس أيروسا غالفاو (بالبرتغالية: Cleo Pires Ayrosa Galvão‏) هي ممثلة ومغنية برازيلية ولدت في يوم 2 أكتوبر 1982 في مدينة ريو دي جانيرو في البرازيل، والدتها هي الممثلة غلوريا بيريس وزوجها السابق المغني فابيو جونيور، لها أخ غير شقيق من والدها اسمه فيليبي غالفاو، بدأت التمثيل في سنة 2003 كما شاركت في بعض الأغاني، تزوجت من الممثل خواو فيسينتي دي كاسترو في سنة 2010 وتطلقت منه في سنة 2012.

## روابط خارجية
- كليو بيريس على موقع IMDb (الإنجليزية)
- كليو بيريس على موقع ألو سيني (الفرنسية)
- كليو بيريس على موقع أول موفي (الإنجليزية)
- كليو بيريس على موقع قاعدة بيانات الفيلم (الإنجليزية)
- كليو بيريس على موقع كينوبويسك (الروسية)